# Ipomopsis wendtii
Ipomopsis wendtii är en blågullsväxtart som beskrevs av J. Henrickson. Ipomopsis wendtii ingår i släktet Ipomopsis och familjen blågullsväxter. Inga underarter finns listade i Catalogue of Life.